# 가토 기요마사
가토 기요마사(일본어: 加藤 清正, 에이로쿠 5년 음력 6월 24일(1562년 7월 25일) ~ 게이초 16년 음력 6월 24일(1611년 8월 2일))는 아즈치모모야마 시대부터 에도 시대 전기까지의 무장, 다이묘이다. 도요토미 히데요시의 가신이다. 다른 6명의 무장들과 더불어 시즈가타케의 칠본창(일본어: 賤ケ岳七本槍)이라는 별칭을 얻었다. 통칭은 도라노스케(일본어: 虎之助/虎之介). 축성술이 뛰어나고 호랑이 사냥을 좋아했던 것으로 알려졌다. 임진왜란 때 제2군 사령관이었고 정유재란 때에도 참전하였다. 세키가하라 전투 시기에는 도쿠가와 이에야스 측인 동군 소속이 되어 전후 구마모토번 초대 번주가 되었다. 구마모토에선 세이쇼 공님(일본어: 清正公さん)이라 부른다.

## 생애
기요마사는 어린 시절(3세)에 부친 가토 기요타다(加藤清忠)를 여의고 편모 슬하에서 성장하였다. 모친은 이토(伊都, 오만도코로의 4촌 여동생이자 히데요시의 6촌 여동생)이다. 어린 시절 오다 노부나가의 가신이던 도요토미 히데요시 밑으로 들어가 많은 전투에 참가해 크고 작은 전공을 세웠다. 1583년 시즈가타케 전투에서는 '시즈가타케의 7자루 창' 중 한 명으로서 적장을 죽인 공을 인정받아 도요토미 히데요시에게 3,000석 영지를 하사받는다.
1585년에 도요토미 히데요시가 관백이 되자 주요 신하로 기용되고서 규슈 정벌에서 공을 세웠다. 1587년에는 규슈의 히고 남부 지역을 관할하는 25만 석 다이묘로 임명되었다. 가토 기요마사가 애용했던 무기는 가타가마야리(片鎌槍)이고 일생 자신의 상징으로서 길다란 모양의 특이한 투구를 애용했는데 장신인 몸을 더 돋보이기 위해서라고도, 혹은 작은 키에 대한 콤플렉스가 있어 커 보이고자 모자를 애용했다.
1592년 임진왜란 때는 도요토미 히데요시의 명령으로 제2군 장수로서 휘하에 나베시마 나오시게, 사가라 요리후사를 이끌고 제1군 고니시 유키나가와 합세하여 조선을 침략하였다. 조선의 동북측 함경도로 진격로를 선택하여 북진하였고 전쟁 초반 조선의 왕자인 임해군과 순화군을 생포한 가토 기요마사는 점령지인 함경도에서 호랑이 사냥을 자주 하였으므로 사람들이 가토 기요마사를 호랑이 가토(虎加藤)라고 불렀다.
그 후 고니시 유키나가와 반목하고 명군과 조선 의병과 조선 관군의 강력한 반격에 밀려 전황이 날이 갈수록 왜군에게 불리해져 남으로 후퇴하여 서생포 인근으로 근거지를 옮겼다. 1593년에는 서생포왜성을 완성하고 중요 거점으로 삼았다. 사신으로 온 사명대사(惟政)와 회담을 할 때 "당신의 목이 조선 제일의 보배다"라는 말을 듣고 크게 웃기도 하였으며 이후 사명과 강화회담(講和會談)을 주로 진행하였다.
1596년에는 도요토미 히데요시에게서 귀환을 명령받고 왜로 돌아가지만, 1596년 지진이 났을 때 도요토미 히데요시를 도운 공이 인정되어 1597년 정유재란 때 제1군 사령관(2군 사령관)으로 왜선 300여 척을 이끌고 조선을 재침하게끔 명령받았다. 정유재란 시에는 전라도 지역을 주로 공격하였다. 가토 기요마사는 울산에 지구전을 전개할 축성하고 울산성 전투에서 농성하였으나 명과 조선연합군에게 포위당하여 우물의 식수가 차단되어 식량과 식수 부족으로 병사 대다수가 제대로 싸우지도 못하고 갈증과 아사로 죽어갔다. 가토 기요마사도 말을 잡아 그 피를 마셔 죽을 고비를 겨우 넘기는 과정에서 함께 참전한 고니시 유키나가, 이시다 미쓰나리를 위시한 문치파와 계속 대립하여 내분을 빚었다. 1598년이 되자 서생포왜성이 명 제독 마귀에 의해 함락되었고 결국 태합 히데요시가 죽자 일본군 전 병력을 일본으로 철수하였다.
귀국 후 후쿠시마 마사노리, 호소카와 다다오키와 함께 이시다 미쓰나리의 가택을 습격하였으나 살해에는 실패하였다. 1600년 세키가하라 전투에서는 도쿠가와 이에야스의 동군에 가담하여 승전보상으로 옛 고니시 유키나가의 영지를 수여받았다. 또한 도쿠가와 이에야스의 양녀와 혼인하고 울산성의 교훈으로 구마모토성을 건설하였다. 1611년 도요토미씨의 당주 도요토미 히데요리와 오고쇼 도쿠가와 이에야스의 화친을 알선하고 돌아오던 중 병으로 6월 24일 구마모토 성에서 50세의 나이로 사망하였다.

## 관련 문화

### 구마모토와 가토 기요마사
임진왜란 종전 후 가토 기요마사는 구마모토번 초대 번주가 되었다. 일본 삼대 명성으로서 유명한 성 중 하나로 운위되는 구마모토성을 1607년 축성하였는데 울산왜성 전투에서의 일을 교훈 삼아 성내에 우물을 120개가 넘게 만들고 다다미도 식용이 가능한 고구마 줄기를 재료로 사용하여 제작하였다. 이 구마모토성을 중심으로 마을을 정비하고 치산, 치수, 산업을 장려하여 현재 구마모토시의 기초가 되었다. 덧붙여 말하면, 일본 3대 성은 가토 기요마사와 도도 다카토라가 축성한 성 중에 구마모토성, 나고야성, 오사카성을 운위하고 나고야성 천수대(천수각) 밑에는 기요마사의 돌이라고 불리는 큰 돌이 있다.

### 민요의 원류
조선민주주의인민공화국의 「통일신보」는 경상도의 대표적 민요 중 하나인 쾌지나 칭칭나네가 가토 기요마사의 성명에서 유래했다고 주장하였다. 임진왜란 당시 철수하는 왜군을 보고 사람들이 쾌재라 청정이 나가네라고 한 환호에서 변형되었다고 하며, 임동권이 지은 『한국민요집1』에서도 진주 지방에서 가토 기요마사를 철수하게끔 하는 내용을 담은 쾌지나 칭칭나네 수록본이 있다.

## 관련 작품

### 소설
- 《54만석의 거짓말》(마쓰모토 세이초, 중앙공론사)
- 《숙적》(엔도 슈사쿠, 가도카와 쇼텐)

### 드라마
일본
- 태합기 (1965년, 배우：아타라시 카츠토시)
- 봄의 언덕길 (1971년, 배우：사가와 테츠로)
- 황금의 나날 (NHK, 1978년, 배우：와타비키 카츠히코)
- 여인 태합기 (1981년, 배우：세리자와 안히사→카토 켄이치)
- 도쿠가와 이에야스 (1983년, 배우：이부키 고로)
- 카스가노 츠보네 (1989년, 배우：나카 코우지)
- 류큐의 바람 (1993년, 배우：타카스기 코우)
- 히데요시 (1996년, 배우：타카스기 코우)
- 아오이 도쿠가와 삼대 (2000년, 배우：카리야 슌스케)
- 토시이에와 마츠~카가 백만석 이야기~ (2002년, 배우：마츠다 히토미)
- 천지인 (2009년, 배우：타카하시 츠토무)
- 고우~공주들의 전국~ (2011년, 배우：요코야마 카즈토시)
- 군사 칸베에 (2014년, 배우：아베 신노스케)
- 사나다마루 (2016년, 배우：아라이 히로후미)

한국
- 《임진왜란》(MBC, 1985년~1986년, 배우: 김기일)
- 《왕의여자》(SBS, 2003년~2004년), 배우: 이재연)
- 《불멸의 이순신》(KBS1, 2004년~2005년, 배우: 이정용)
- 《징비록》(KBS1, 2015년, 배우: 이정용)
- 《임진왜란 1592》(KBS1, 2016년, 배우: 이우승)

## 같이 보기
- 가토 요시아키